# Juan Aguilera
Juan Aguilera Herrera (Barcelona, 22 de março de 1962 – Barcelona, 25 de março de 2025) foi um tenista profissional espanhol.